# 小猪尾鼠
小猪尾鼠（学名：Typhlomys nanus），一种分布于中国云南省的小型哺乳动物，隶属于刺山鼠科（刺睡鼠科）猪尾鼠属，模式产地为云南禄劝轿子山。
其种加词“nanus”意为“矮小的”。

## 形态特征
小猪尾鼠体长70.00±4.58毫米。躯体背面为烟灰色，腹面青灰色，覆盖有乳白色毛发。脸颊长有乳白色毛发。前脚和后脚背为乳白色，后脚覆盖有黑色短毛。